# 3116-os mellékút (Magyarország)
A 3116-os számú mellékút egy négy számjegyű összekötő út Pest vármegye délkeleti részén.

## Nyomvonala
Tápiószentmárton területén ágazik ki a 3112-es útból, annak a 30+800-as kilométerszelvénye előtt, délkelet felé, Kossuth Lajos utca néven. Fokozatosan egyre délebbnek fordul, másfél kilométer után már dél-délnyugat felé húzódik; az a szakasza már a Ceglédi út nevet viseli, a település utolsó házait elhagyva, a külterületen pedig Külső Kátai út. Még jó néhány kisebb-nagyobb irányváltása következik, mielőtt, a 10. kilométerétől nem messze átlép Cegléd külterületére, ott éppen ismét dél-délkelet felé haladva.
A 17+600-as kilométerszelvényénél keresztezi a M4-es autóutat, amely itt a 67+300-as kilométerszelvényénél tart. 19,2 kilométer után keresztezi a szolnoki vasutat, majd eléri a város első házait. Itt is Külső Kátai út a neve, közben a 19+800-as kilométerszelvényénél beletorkollik a 46 125-ös út, északnyugat felől, majdnem 9 kilométer megtétele után. Itt ismét délkelet felé fordul, és a 4-es főútba torkollva ér véget, annak 69+500-as kilométerszelvényénél.
Teljes hossza, az országos közutak térképes nyilvántartását szolgáló kira.gov.hu adatbázisa szerint 20,302 kilométer.

## Története
1934-ben a kereskedelem- és közlekedésügyi miniszter 70 846/1934. számú rendelete a teljes hosszában másodrendű főúttá nyilvánította, a Hatvan-Cegléd közti, akkori 31-es főút részeként.

## Települések az út mentén
- Tápiószentmárton
- Cegléd